# Heckfield
Heckfield är en ort och civil parish i Storbritannien. Den är belägen i grevskapet Hampshire och riksdelen England, i den södra delen av landet, 60 km väster om huvudstaden London. Heckfield ligger 76 meter över havet och antalet invånare är 353.
Terrängen runt Heckfield är platt, och sluttar norrut. Runt Heckfield är det tätbefolkat, med 397 invånare per kvadratkilometer. Närmaste större samhälle är Reading, 13,0 km norr om Heckfield. Trakten runt Heckfield består till största delen av jordbruksmark.
Kustklimat råder i trakten. Årsmedeltemperaturen i trakten är 9 °C. Den varmaste månaden är juli, då medeltemperaturen är 17 °C, och den kallaste är december, med 0 °C.
Highfield Park, där Neville Chamberlain föddes, är beläget i Heckfield.